# Colletes montacuti
Colletes montacuti là một loài Hymenoptera trong họ Colletidae. Loài này được Cockerell mô tả khoa học năm 1947.